# Valborg Heinesen
Valborg Heinesen (født 12. november 1986) fra Tórshavn er en færøsk atlet som løber de lange distancer. Hun har bl.a. vundet guld ved Island Games i 10.000 meter løb og i halvmarathon og bronze i DM i marathon. Heinesen studerede medicin i Polen fra 2007-2013 og arbejder siden 2014 som læge ved Hvidovre Hospital og før det ved Bispebjerg Hospital i København.

## Karriere

### HC Andersen maraton og DM i maraton 2014 i Odense
Heinesen deltog ved danmarksmesterskabet i maraton, som blev afholdt den 28. september 2014 i Odense til H.C. Andersen martaton. Heinesen blev nummer tre og vandt derved bronze med tiden 2.49.37, som var ny færøsk rekord. Den forrige rekord var sat af Joan Bláfoss. Over 4000 atleter deltog. Heinesen løb for Sparta.
- Bronze i DM maraton med tiden 2.49.37, som var ny færøsk rekord.

### DM 2014
- Sølv i 5000 meter med tiden 17.30,22 min., som var ny færøsk rekord. (Den gamle rekord var sat af Bjørk Herup Olsen i Princeton i april 2012 med tiden 17.37,04.) Løbet blev afholdt den 3. august 2014.[5]

### VM i halvmaraton 2014 i København
- Ny færøsk rekord sat den 29. marts 2014 i VM i halvmaraton i København, med tiden 1.21.19. Sammenlagt blev hun nummer 94 af mere end 8.000 kvinder og nummer fire i sin aldersgruppe af kvinder 25-29 år.

### Cross Challenge i landevejsløb 2014
- Nr. 8 i 15 km landevejsløb med tiden 58.43 min. som var ny færøsk rekord.[6]

### Island Games 2013
Valborg Heinesen deltog ved Island Games 2013, hvor hun repræsenterede Færøerne. Hun vandt guld i 10.000 meter løb og i halvmaraton for kvinder.
- Guld i 10.000 meter løb med tiden 38:01.20[7]
- Guld i halvmaraton med tiden 1:25:37

### Halvmaraton i Prag 2013
- Nr. 22 ud af godt 2.200 kvinder og nr. 200 af alle 8600 deltagere med tiden 1.24.18, som var ny færøsk rekord.[8]